# Большеандосовский сельсовет
Большеандо́совский сельсове́т — сельское поселение в составе Пильнинского района Нижегородской области России. Административный центр — село Большое Андосово.

## История
Статус и границы сельского поселения установлены Законом Нижегородской области от 15 июня 2004 года № 60-З «О наделении муниципальных образований - городов, рабочих посёлков и сельсоветов Нижегородской области статусом городского, сельского поселения».

## Население
| 2002  | 2010  | 2012  | 2013  | 2014  | 2015  | 2016  |
| ----- | ----- | ----- | ----- | ----- | ----- | ----- |
| 1733  | ↘1357 | ↘1321 | ↘1294 | ↘1278 | ↘1273 | ↘1250 |
| 2017  | 2018  | 2019  | 2020  | 2021  |       |       |
| ↘1233 | ↘1198 | ↘1186 | ↘1161 | ↘1060 |       |       |

## Состав сельского поселения
В состав Большеандосовского сельсовета помимо села Большое Андосово, являющего административным центром Большеандосовского сельсовета входят такие населённые пункты:
| №  | Населённый пункт | Тип населённого пункта       | Население |
| -- | ---------------- | ---------------------------- | --------- |
| 1  | Алексеевка       | посёлок                      | ↘6        |
| 2  | Андосово         | поселок разъезд              | ↘15       |
| 3  | Ащериха          | деревня                      | →0        |
| 4  | Большое Андосово | село, административный центр | ↘145      |
| 5  | Буденовка        | посёлок                      | ↘40       |
| 6  | Владимировка     | деревня                      | ↘5        |
| 7  | Гари             | деревня                      | ↘4        |
| 8  | Заря             | деревня                      | ↗66       |
| 9  | Малое Андосово   | село                         | ↘292      |
| 10 | Ожгибовка        | село                         | ↘164      |
| 11 | Соколиха         | село                         | ↘191      |
| 12 | Старинское       | село                         | ↘82       |
| 13 | Столбищи         | село                         | ↘286      |
| 14 | Ясная Поляна     | деревня                      | ↗61       |

## Примечание
1. ↑  Нижегородская область. Общая площадь земель муниципального образования. Дата обращения: 7 января 2016. Архивировано 13 июня 2018 года.
2. 1 2  Итоги Всероссийской переписи населения 2020 года (по состоянию на 1 октября 2021 года)
3. ↑  Закон Нижегородской области от 15 июня 2004 года № 60-З «О наделении муниципальных образований - городов, рабочих посёлков и сельсоветов Нижегородской области статусом городского, сельского поселения». Дата обращения: 7 января 2016. Архивировано 5 ноября 2016 года.
4. 1 2 3 4 5 6 7 8 9 10 11 12 13 14 15 16  Всероссийская перепись населения 2010 года. Численность и размещение населения Нижегородской области
5. ↑  Численность населения Российской Федерации по муниципальным образованиям. Таблица 35. Оценка численности постоянного населения на 1 январ
6. ↑  Численность населения Российской Федерации по муниципальным образованиям на 1 января 2013 года. Таблица 33. Численность населения городских округов, муниципальных районов, городских и сельских поселений, городских населённых пунктов, сельских населённых пунктов — Росстат, 2013. — 528 с.
7. ↑  Таблица 33. Численность населения Российской Федерации по муниципальным образованиям на 1 января 2014 года
8. ↑  Численность населения Российской Федерации по муниципальным образованиям на 1 января 2015 года
9. ↑  Численность населения Российской Федерации по муниципальным образованиям на 1 января 2016 года — 2018.
10. ↑  Численность населения Российской Федерации по муниципальным образованиям на 1 января 2017 года — М.: Росстат, 2017.
11. ↑  Численность населения Российской Федерации по муниципальным образованиям на 1 января 2018 года — М.: Росстат, 2018.
12. ↑  Численность населения Российской Федерации по муниципальным образованиям на 1 января 2019 года
13. ↑  Численность населения Российской Федерации по муниципальным образованиям на 1 января 2020 года
14. ↑  Населённые пункты Пильнинского района (недоступная ссылка)